# المجمع القانوني الليبي
المجمع القانوني الليبي (الإنجليزية: The Law Society of Libya) هو مؤسسة مجتمع مدني مقرها طرابلس، ليبيا، مكرسة لرقمنة وأرشفة وفهرسة جميع الوثائق القانونية التي تمتد لأكثر من 80 عامًا من التاريخ القانوني والتشريعي الوطني حتى الوقت الحاضر. يتضمن ذلك أول دستور ليبي وتعديلاته، والوثائق والإعلانات الدستورية وتعديلاتها، والاتفاقيات والمعاهدات، والقوانين، واللوائح، والقرارات، والمراسيم، والمناشير ومشاريع القوانين، والطعون، وفتاوى إدارة القانون، والعلامات التجارية، وأعداد الجريدة الرسمية منذ الاستقلال. تهدف هذه المبادرة، التي تأسست في عام 2022، إلى تسهيل الوصول إلى الموارد القانونية والبحث عنها للمحترفين وجمهور المهتمين عبر الإنترنت، مما يساهم في جهود معالجة تصنيف ليبيا الـ 170 من بين 180 دولة في مؤشر الشفافية الدولي لعام 2023.
من خلال منصتها الرقمية القابلة للبحث، تمكن المجمع القانوني الليبي من إتاحة أكثر من 300,000 صفحة من الوثائق القانونية، التي تم رقمنتها وتصنيفها وجعل الوصول إليها أكثر سهولة. تستخدم المؤسسات الليبية هذه المنصة كمرجع بشكل متكرر، ومن بينها وزارة العدل، ووزارة الشؤون الخارجية، ووزارة التعليم، ووزارة المالية، وهيئة الجمارك، ومركز المعلومات والتوثيق التابع لرئاسة الوزراء.
كما تستخدم بعض الحكومات الأجنبية منصة المجمع كمرجع لها، كحكومات المملكة المتحدة، وكندا، وألمانيا، وتركيا، والمفوضية الأوروبية فيما يتعلق بمشورة السفر، والملكية الفكرية، والهجرة، والتجارة والمشتريات العامة.
تقوم منصة المجمع القانوني الليبي بنشر أحدث المعلومات القانونية وأرشفة التشريعات القديمة باستمرار، إذ تقدم التحديثات الدورية مصدرًا دقيقًا وغير متحيز وموثوق للمعايير والممارسات القانونية في ليبيا.

## تاريخ
استجابةً للتحديات القانونية والسياسية المعقدة التي طرأت في ليبيا بعد عام 2011، أنشأ المجمع القانوني الليبي منصته الرقمية في فبراير 2022، وأصبحت هذه المنصة أداة فاعلة للوصول إلى المعلومات والخدمات القانونية المتعلقة بالعدالة، والتي تعرقلت بشدة بسبب التغيرات الهيكلية للمؤسسات التنفيذية والتشريعية في المرحلة الانتقالية.
تقوم المنصة بتنظيم ورقمنة كافة التشريعات الليبية، مما يوفر موردًا قيمًا للمحترفين القانونيين، والأكاديميين، والباحثين، والجمهور العام محلياً وعالمياً. وتحتوي المنصة على مجموعات واسعة من القوانين (التجارية، المدنية، والجنائية، والإدارية)، والقرارات، والمراسيم، والمعاهدات والمواد التعليمية (الأدلة، والملخصات، والشروحات للمفاهيم القانونية المعقدة من حقوق الملكية إلى الإجراءات الجنائية). وتقوم مؤسسة المجمع القانوني الليبي بتنظيم ورش العمل والندوات المفتوحة للجمهور والمحترفين القانونيين وإتاحة متابعتها لكافة المهتمين، مما يشجع على عملية التفاعل والنقاش المشترك، وتقديم تحليلات للأحكام القضائية وفرص التطوير المهني لتعزيز مجتمع أكثر وعي وتفاعل.
تم إنشاء المنصة في الأصل كمبادرة غير حكومية وغير ربحية لرقمنة المنشورات القانونية، وقد تطورت لتصبح المصدر الرئيسي للمعلومات القانونية في ليبيا والشامل على الجريدة الرسمية الليبية. تحافظ المنصة على موقف محايد واستقلالية عن التأثير الحكومي، مما يضمن الوصول الشامل والشفافية للمعلومات القانونية الليبية، مع ضمان نشرات موثوقة وخالية من الآراء أو التعديلات.

## الإطار القانوني
المجمع القانوني الليبي مسجل كمؤسسة غير حكومية مستقلة في ليبيا تحت رقم 2022–322 لدى مفوضية المجتمع المدني، التي تعمل وفق القرار رقم 286 لسنة 2019 ميلادية بشأن اعتماد اللائحة التنظيمية لعمل مفوضية المجتمع المدني الصادر عن المجلس الرئاسي.

## الأثر والمساهمات
عمل المجمع القانوني الليبي عبر منصته الإلكترونية على إتاحة أكثر من 300,000 صفحة من التشريعات الليبية على الإنترنت، ما يمثل أرشيفًا واسعًا يشمل الدساتير الليبية، و479 اتفاقية ومعاهدة و1,986 قانون و637 لائحة و6,456 قرار و808 مرسوم، 256 منشور و31 مشروع قانون و1,806 حكم محكمة عليا (طعون)، و103 فتوى إدارة القانون و266 علامة تجارية، و1,981 عددًا من الجريدة الرسمية حتى يوليو 2024. يدعم هذا المورد القانوني الواسع منظمات المجتمع المدني، والمحترفين القانونيين، ووكالات الأنباء، والأكاديميين، والجمهور من خلال تسهيل الوصول إلى القانون الليبي وفهمه، مما يمكّن المؤرخين من البحث عن التأثيرات الاجتماعية والسياسية على التشريع.
كما يقدم المجمع القانوني الليبي تدريب للأرشفة القانونية لأرشفة ونشر التشريعات في المجمع. يهدف هذا التدريب لتنمية المهارات التقنية للمشاركين وتعزيز فهمهم للتشريع والتاريخ وتحسين فرص التوظيف والتطور المهني، كما يدعم العمل التطوعي في المجال القانوني ويسرّع الوصول للتشريعات القانونية.

## الدعم
المجمع القانوني الليبي يتحصل على الدعم بشكل أساسي كتبرعات من أفراد وجهات مختلفة مثل: شركة العكنبوت الليبي والمؤسسة الليبية للتقنية وشركة مرسين المساهمة، بإعتبارها منظمة غير ربحية. بلغت إيرادات المجمع لسنة 2022 حوالي 123 ألف دينار ليبي، وبلغت الإيرادات عام 2023 حوالي ربع مليون دينار ليبي.